# Брей, Георгий Васильевич
Георгий Васильевич (Джордж Уолтер Уильям) Брей (англ. George Walter Bray; 4 июля 1880, Санкт-Петербург, Российская империя — 1 сентября 1954, Лондон) — российский и британский спортивный деятель. Шестикратный чемпион России по лаун-теннису в одиночном и парном разряде, многократный чемпион Санкт-Петербурга и Москвы по лаун-теннису, председатель Спортклуба Русско-Азиатского банка (в 1909—1911 годах) и вице-президент Англо-русского спортивного клуба (Лондон, 1930-е годы). Член Зала российской теннисной славы с 2004 года.

## Биография
Джордж Уолтер (Георгий Васильевич) Брей родился в 1880 году в Санкт-Петербурге в семье Уильяма Генри Брея, выходца из Норвуда (Великобритания). Окончил Санкт-Петербургское коммерческое училище. Занимался банковским делом, в частности, служил в Русско-Азиатском банке и Русско-Английском банке в Санкт-Петербурге, в последнем занимая посты вице-президента и директора.
Георгий Брей стал одним из пионеров лаун-тенниса в России. Он был членом Крестовского лаун-теннисного клуба — ведущего клуба в этом виде спорта в Российской империи (где занимал должность казначея), а в 1909—1911 годах возглавлял Спортклуб Русско-Азиатского банка; также входил в комитет Российской лаун-теннисной федерации. В 1902—1914 годах 14 раз выигрывал чемпионат Москвы по лаун-теннису (в том числе 8 раз в одиночном и 5 раз в парном разряде), в 1904—1911 годах 12 раз становился чемпионом Санкт-Петербурга (4 раза в одиночном и 8 раз в парном разряде). С 1902 по 1908 год семь раз выигрывал первенство Московского общества любителей лаун-тенниса в одиночном разряде. В 1903 году стал участником первого международного лаун-теннисного турнира в России и первым российским теннисистом (наряду с Амвросием Петрококино), принявшим участие в лаун-теннисном турнире за рубежом (в Стокгольме). Участник первого лаун-теннисного матча Санкт-Петербург-Москва.
В 1907 году Георгий Брей выиграл первые Всероссийские состязания в лаун-теннис в одиночном разряде. Он вторично завоевал чемпионский титул в одиночном разряде в 1909 году, причём оба раза ему противостоял в финале его брат Владимир (проигравший также финал 1908 года Льву Урусову). В 1911 году Георгий Брей в третий раз пробился в финал Всероссийских состязаний, но уступил в четырёх сетах Михаилу Сумарокову-Эльстону. Вместе Георгий и Владимир Бреи также четырежды (с 1908 по 1911 год) становились чемпионами России в парном разряде.
В 1922 году Георгий Брей покинул Советскую Россию, перебравшись в Лондон, и стал натурализованным подданным Британской империи в 1927 году. В 1930-е годы он занимал пост вице-президента Англо-русского спортивного клуба в Лондоне. В 1934 году овдовел; от брака с Элис Огастой Брей у него был единственный сын Реджинальд де Брей (1912—1993), ставший известным филологом-славистом, профессором британских и австралийских университетов. Джордж Уолтер Брей умер в Южном Кенсингтоне (Лондон) в 1954 году и был похоронен на Уэст-Норвудском кладбище. В 2004 году его имя было включено в списки Зала российской теннисной славы.